# Jayvon Graves
Jayvon Donnell Graves, né le 29 décembre 1998 à Canton (Ohio), est un basketteur professionnel américain.
Il a joué au basket universitaire pour les Buffalo Bulls.

## Biographie

### Carrière au lycée
Graves est né à Canton mais a grandi à Malvern. Il commence à jouer au basket à l'âge de six ans et était également un joueur vedette du baseball et du football. Il fréquente la St. Vincent – St. Mary High School où il a été entraîné par Dru Joyce II. En tant que senior, il aide le St. Vincent-St. Mary à gagner son premier titre d'État depuis 2011 et record de 25-5. Il marque 22 points et prend 10 rebonds dans le match pour le titre. Graves a en moyenne 21,5 points, 4,9 rebonds et 2,5 passes décisives par match. Il partage les honneurs de All-Ohio Player of the Year dans la Division II avec Torrey Patton de Trotwood High School, et Graves est nommé Cleveland.com Boys Basketball Player of the Year.  Dans le jeu AAU, il a concouru pour les King James Shooting Stars. 
Graves était une recrue trois étoiles avec des offres de 13 écoles, dont les écoles MAC Toledo et Kent State, mais a signé avec Buffalo. Il a dit qu'il était attiré par les Bulls en raison « du style de jeu, de l'atmosphère, de la proximité avec la maison et du personnel d'entraîneurs », en particulier Nate Oats.

### Carrière universitaire
En première année, Graves a joué 36 matchs et a récolté en moyenne 5,1 points et 2,3 rebonds par match. Il a aidé l'équipe à terminer 27–9 et à vaincre l'Arizona au premier tour du tournoi NCAA. En deuxième année, il est devenu titulaire, contribuant 9,7 points et 4,2 rebonds par match. Graves a aidé les Bulls à terminer un record scolaire de 32 à 4 et à vaincre l'Arizona State au premier tour du tournoi NCAA avant de perdre face à l'éventuel finaliste national Texas Tech. Son meilleur match en deuxième année a eu lieu le 19 février 2019, lorsqu'il a récolté 26 points dans une victoire éclatante de 114 à 67 contre l'Ohio.
Au début de sa saison junior, Graves était le meilleur buteur de retour d'une équipe qui a perdu CJ Massinburg, Nick Perkins et Jeremy Harris jusqu'à la remise des diplômes. Le 21 février 2020, Graves marque son record en carrière avec 33 points lors de la victoire 104 à 98 en double prolongation à Kent State. 
En tant que junior, Graves a mené Buffalo avec 17,1 points par match en plus d'une moyenne de 5,4 rebonds et de 2,5 passes décisives par match en 32 matchs, tous partants. Il a établi le record du programme pour les paniers sur le terrain tentés en une saison avec 479, et ses 204 paniers sur le terrain réalisés sont le troisième plus élevé en une saison à Buffalo. Il est nommé dans la première équipe All-MAC. Après la saison, il s'est déclaré pour le repêchage de la NBA 2020 mais n'a pas embauché d'agent. Le 6 juin, Graves annonce qu'il se retirait du repêchage et retournait à Buffalo. Le 2 mars 2021, il réalise un triple-double avec 13 points, 11 passes décisives et 10 rebonds lors d'une victoire 80-78 contre Akron. En tant que senior, Graves a récolté en moyenne 14,2 points, 6,1 rebonds et 3,8 passes décisives par match. Il est nommé dans la deuxième équipe All-MAC. 

## Carrière professionnelle
Après avoir été non repêché lors du repêchage de la NBA 2021, Graves a signé avec les Austin Spurs de la NBA G League le 27 octobre 2021. Il signe avec le Limoges CSP en France le 30 juillet 2022.
Le 22 décembre 2022, Graves est échangé des Austin Spurs aux Windy City Bulls.

## Statistiques de carrière

### Université
| Saison    | Équipe   | Matchs | Titul. | Min./m | % Tir | % 3pts | % LF | Rbds/m. | Pass/m. | Int/m. | Ctr/m. | Pts/m. |
| --------- | -------- | ------ | ------ | ------ | ----- | ------ | ---- | ------- | ------- | ------ | ------ | ------ |
| 2017–2018 | Buffalo  | 36     | 1      | 16.3   | .380  | .325   | .600 | 2.3     | 1.0     | .5     | .8     | 5.1    |
| 2018–2019 | Buffalo  | 36     | 35     | 24.9   | .457  | .372   | .625 | 4.2     | 1.9     | .8     | .8     | 9.7    |
| 2019–2020 | Buffalo  | 32     | 32     | 34.4   | .426  | .360   | .647 | 5.4     | 2.5     | 1.2    | .7     | 17.1   |
| 2020–2021 | Buffalo  | 25     | 25     | 34.4   | .409  | .281   | .575 | 6.1     | 3.8     | 1.4    | .9     | 14.2   |
| Carrière  | Carrière | 129    | 93     | 26.7   | .422  | .340   | .615 | 4.3     | 2.2     | .9     | .8     | 11.1   |

## Vie privée
Graves est le fils de Brandy Prior et Aaron Graves, et il a un frère aîné Jalen. Son grand-père, James Pryor Jr., était un joueur de l'année de l'État de l'Ohio au lycée. Graves est chrétien. Il s'est spécialisé en communication avec une mineure en sociologie à Buffalo. Il cite LeBron James comme son athlète préféré.